# Терещенко, Николай Иванович
Николай Иванович Терещенко (псевд. Микола Терещенко, 13 сентября 1898, село Щербиновка Полтавской губернии — 30 мая 1966, Киев) — советский украинский поэт, переводчик. Член Союза писателей СССР (1934), участник Первого съезда советских писателей. Редактор киевского журнала «Жизнь и Революция», редактор Гослитиздата УССР. Лауреат Литературной премия им. М. Рыльского (1973, посмертно; первый в истории премии).

## Биография
Родился в 1898 году в селе Щербиновка Кропивянской волости Уманского уезда Полтавской губернии Российской империи, в казачьей семье.
После окончания начальной сельской школы учился в Золотоношской классической гимназии, которую и закончил в 1917 году. Ещё учась в гимназии заинтересовался революционными идеями и вошел в юношеский социал-демократический кружок, в декабре 1918 года участвовал в восстании против гетмана Скоропадского.
После окончания гимназии переехал в Киев, где в 1917—1922 годах учился на химическом факультете Киевского политехнического института.
Работал в органах политпросвещения и народного образования Украинской ССР, был корреспондентом газет «Большевик» и «Пролетарская правда».
Сначала принадлежал к группе символистов «Музагет», позже к литературным организаций «Комункульт», «Октябрь», а с 1927 года — член Всеукраинского союза пролетарских писателей.
В 1925—1934 годах — редактор киевского журнала «Жизнь и Революция».
С 1932 — года член оргкомитета Союз советских писателей Украины, был делегатом от Украинской ССР на Первом съезде писателей СССР, став одним из первых членов Союза писателей СССР.
Во время Великой Отечественной войны работал в эвакуации на радиостанции в Ташкенте, ведя на украинском передачи для эвакуированных украинцев.
После войны — редактор Гослитиздате УССР в Киеве.
Умер в 1966 году. Похоронен на Байковом кладбище в Киеве.

## Память
В 1968 году в Киеве в честь него названа улица — ул. Николая Терещенко.
На доме № 51-а по ул. Владимирской, в котором жил в 1928—1966 годах, установлена мемориальная доска.

Культурный писатель это — все. Он — исследователь жизни, он и ученый, он и мыслитель. Я знавал в своей жизни много талантливых литераторов. Но редко кому из них можно было адресовать высшую горьковскую похвалу. К Миколе же Ивановичу Терещенко она подходила полностью. … 
Для меня было загадкой, когда он, до предела загруженный всяческой работой, — исследовательской, издательской, переводческой, — пишет свои собственные оригинальные произведения. Но вот, засидевшись у него однажды допоздна, я заторопился (хозяину-то ведь надо спать!) и начал прощаться.
— Ничего, — сказал он, — я все равно еще не скоро лягу. Только сейчас и начинается мое любимое время. Вот сяду в эту качалку, выключу верхний свет и — «гармонией упьюсь, над вымыслом слезами обольюсь».. 
И в подтверждении своих слов, желая показать мне, как это делается, он сел в качалку, положив на колени какую-то большеформатную книгу, а поверх нее листы чистой бумаги… В доме уже все спали когда я уходил от него. Это была наша последняя встреча в доме на Владимирской...— Леонид Вышеславский

## Творчество
Поэт и переводчик.
Первые стихи появились в печати в 1918 году, первый сборник стихотворений самого Николая Терещенко — «Лаборатория» — был издан в 1924 году. Затем последовали сборники стихов «Чернозем» (1925), «Цель и предел» (1927), «Страна работы» (1928), «Республика» (1929), «Леса» (1930), «Порыв» (1932), «Сенька-арсеналец» (1930), «Цэнь-Цань» (1930).
Стихи выходили в Киеве в переводе на русский язык, а в 1933 году сборник «Стихи» был издан на русском языке в Москве издательством «Советская литература».
Стихи периода Великой Отечественной войны составили сборники «Девушка с Украины» (1942), «Верба рясна» (1943), «Зори» (1944).
После войны вышли сборники стихов «В битвах и трудах» (1951), «Правда» (1952), «Щедрая земля» (1956), «Лирический летопись» (1958), «годы и люди» (1960), «Сердце человеческое» (1962). В 1966 году было посмертно издано двухтомное собрание стихов поэта.
Автор книги «Литературный дневник» (1966).
Известен как переводчик поэзии на украинский язык. Первый сборник переводов — «Поэзии» Эмиля Верхарна был издан в 1922 году. Переводил стихотворения русских поэтов — А. С. Пушкина, М. Ю. Лермонтова, К. Ф. Рылеева, Н. А. Некрасова, Владимира Маяковского, Демьяна Бедного; белорусских поэтов — Янка Купала, Якуб Колас; а также стихи французских, польских, чехословацких поэтов
Лауреат Литературной премия им. М. Рыльского (1973, посмертно; за переводы и составление 2-томной антологии французской поэзии).

### Критика
Один из зачинателей украинской советской поэзии. Ранние стихи Терещенко отмечены влиянием символизма. В первом сборнике «Лаборатория» (1924) проявилось стремление к реалистичной выразительности художественного слова. Терещенко становится певцом нового человека, темы труда и дружбы народов.— Краткая литературная энциклопедия
Николай Бажан отметил, что поэту достаточно одного такого стихотворения, как «Печаль и нежность» Терещенко, чтобы навеки остаться в украинской поэзии.

## Награды
- Медаль «За трудовую доблесть» (24 ноября 1960 года) — отмечая выдающиеся заслуги в развитии советской литературы и искусства и в связи с декадой украинской литературы и искусства в гор. Москве[1].

## Комментарии
1. ↑  строчка из стихотворения А. С. Пушкина «Элегия» («Безумных лет угасшее веселье...»)